# Aldealafuente
Aldealafuente és un municipi espanyol ubicat a la província de Sòria, dins la comunitat autònoma de Castella i Lleó.

## Demografia
| Any      | 1900 | 1910 | 1920 | 1930 | 1940 | 1950 | 1960 | 1970 | 1980 | 1990 | 2000 |
| Població | 307  | 288  | 329  | 337  | 376  | 337  | 295  | 231  | 182  | 169  | 153  |